# Hosenaufschlag
Unter einem Hosenaufschlag (in der Schweiz auch Hosenstoss genannt) versteht man eine doppelt nach außen aufgeschlagene Mehrlänge am Saum einer Hose. 
Hosenaufschläge waren seit dem Ende des 19. Jahrhunderts bis in die Mitte des 20. Jahrhunderts üblich. Der zusätzliche Stoff der Hose verhindert mit dem Hosenschonerband, dass sich der Hosensaum umschlägt oder bei der Bewegung flattert.
Fachlich unterscheidet man zwischen ganzem Aufschlag und halbem Aufschlag.

## Anwendung
Halbe Aufschläge sind sehr arbeitsintensiv und lohnen sich nur in Ländern, in denen Material teurer als menschliche Arbeit ist, eigentlich nur noch in Nordkorea oder Burma. In der Nachkriegszeit in Deutschland, als Material knapp, aber menschliches Wissen und menschliche Arbeitskraft im Überfluss vorhanden waren, wurde der halbe Aufschlag allgemein in der Herrenschneiderei angewandt.
Mit der abnehmenden Kleidungskultur verschwand der Aufschlag aus der Alltagskleidung. Selbst der Name geriet in Vergessenheit. Selbst jüngere Textilhändler nennen Aufschläge fälschlicherweise Umschläge. Es gibt aber im Textilbereich Umschläge, hauptsächlich an Uniformen und Trachtensaccos.